# Giovanni Nervo
Giovanni Nervo (Casalpusterlengo, 13 dicembre 1918 – Sarmeola, 21 marzo 2013) è stato un presbitero e partigiano italiano, fondatore e primo presidente della Caritas Italiana.

## Biografia
Nacque a Vittadone, frazione del Comune di Casalpusterlengo nel Lodigiano dove la famiglia, originaria di Solagna (VI), era profuga a seguito della prima guerra mondiale. L'anno successivo la famiglia Nervo torna nel paese di origine e a tredici anni Giovanni entra nel Seminario della Diocesi di Padova, dove compie tutti gli studi. Viene ordinato sacerdote a Padova nel 1941 dal Vescovo Carlo Agostini.
Dopo l'8 settembre si impegna attivamente nelle file della Resistenza al fianco di Luigi Gui.
Dal 1945 al 1950 è assistente provinciale delle Acli, a Padova.
Dal 1946 al 1963 insegna religione presso l'Istituto di ragioneria “P.F. Calvi” di Padova.
Dal 1950 al 1963 è cappellano di fabbrica con l'ONARMO (Opera nazionale Assistenza religiosa e morale agli operai), istituita da monsignor Ferdinando Baldelli.
Nel 1951 istituisce la Scuola Superiore di Servizio Sociale di Padova e ne è direttore dal 1951 al 1970.
Dal 1963 al 1965 è responsabile nazionale del Servizio sociale dell'Onarmo.
Dal 1965 al 1969 è parroco di Santa Sofia in Padova.
Nel 1964, con mons. Pasini e altri docenti della Scuola di servizio sociale di Padova, istituisce un centro di studio, ricerca e formazione nel settore delle politiche sociali e dei servizi sociali e sanitari; il Centro ha la veste giuridica di Fondazione, intitolata a Emanuela Zancan, vice direttrice della Scuola di servizio sociale e morta nel novembre 1963. Ne è presidente dal 1964 all'ottobre 1997. Sostituito nella carica di presidente da mons. Giuseppe Pasini, mons. Nervo continua la collaborazione alla Fondazione, nominato dal Consiglio di amministrazione “presidente onorario”.
Dal 1986 al 1991 svolge la funzione di coordinatore per i rapporti Chiesa-istituzioni, nella segreteria generale della Conferenza episcopale italiana.
Dal 1992 è coordinatore per i rapporti Chiesa - Istituzioni - Territorio nella Diocesi di Padova.

## Caritas Italiana
Il 2 luglio 1971, per volere di Paolo VI, la Conferenza episcopale italiana istituisce la Caritas Italiana, nello spirito del rinnovamento avviato dal Concilio Vaticano II “per favorire l'attuazione del precetto evangelico dell'amore nella comunità ecclesiale italiana in forme consone ai tempi e ai bisogni, in vista dello sviluppo integrale dell'uomo, con particolare attenzione alle persone e alle comunità in situazione di difficoltà" (art. 1 statuto) e ne affida la responsabilità a mons. Nervo. Nella Caritas egli ricopre la carica di presidente dal 1971 al 1976, quando, a seguito di una modifica dello statuto, la carica di presidente della Caritas è assunta da uno dei Vescovi vicepresidenti della Cei; mons. Nervo ne è quindi vicepresidente e vi rimane tutto il tempo consentito dallo statuto nuovo della Caritas, cioè fino al 1986. In verità papa Paolo VI mise monsignor Nervo nell'elenco dei futuri vescovi da nominare, ma la segreteria di Stato del Vaticano si oppose. Fu Nervo stesso a tranquillizzare il papa che la sua opera educativa era più importante della nomina a vescovo: si trattava di superare la logica assistenzialistica per abbracciare invece una filosofia diversa, mirata a rendere le persone bisognose autonome e in grado di badare alla loro vita; si trattava altresì di coinvolgere il maggior numero di persone nell'opera di carità. Era il fondamentale passaggio che diede vita allo spirito della Caritas, colosso di volontariato in Italia, capillare e presente in tutte le realtà.

## Riconoscimenti
In data 13 novembre 1996 riceve la laurea honoris causa in Economia e commercio dalla Università degli Studi di Udine per il prezioso lavoro fatto, come Caritas, con il volontariato in occasione del terremoto del 1976 in Friuli.
In data 1º dicembre 2003 gli è conferita la laurea honoris causa in Scienze dell'Educazione dall'Università di Padova.

## Pubblicazioni
Suoi volumi pubblicati dalle Edizioni Dehoniane di Bologna:
- Educare alla carità (1992)
- Parrocchia e carità (1993)
- Anziani: problema o risorsa? (1994)
- Il consenso democratico rafforza le disuguaglianze? (1995)
- Immigrati: una emergenza o la punta di un iceberg?(1996)
- Obiettori di coscienza: imboscati o profeti? Riflessioni sulla pace (1996)
- La scelta preferenziale dei poveri (1996)
- Dio Padre, voi tutti fratelli (1999)
- La carta di identità del cristiano (2001)
- Non lo riconobbero (2003)
- Ha un futuro il volontariato? (2007)
- Le pratiche della carità (2013)
- Gemme di carità e giustizia (2017)

Pubblicati dalle Edizioni S. Paolo:
- La profezia della povertà. 25 anni della Caritas italiana, intervista di Gaetano Vallini (1996)

Pubblicati dalla Gregoriana Libreria Editrice di Padova:
- Il dono del Vangelo - Anno B (1996)
- Il dono del Vangelo - Anno C (1997)
- Il dono del Vangelo - Anno A (1998)

Pubblicati dalla Cleup di Padova, in collaborazione con il Dipartimento di Scienze dell'educazione dell'Università di Padova:
- Terzo settore, associazionismo e ruolo del volontariato (2000)

Pubblicati dalle Edizioni Messaggero di S. Antonio:
- Giustizia e pace si baceranno. Educare alla giustizia (2008)
- Giustizia e pace si baceranno. Educare alla pace (2008)
- La solidarietà. Uno per tutti, tutti per uno (2008)
- La povertà. Aspetti etico-valoriali (2008)
- Stato liberale o stato sociale? (2009)
- Terzo sistema o terzo settore? (2009)
- Famiglia e politica (2009)
- Formazione politica (2009)